# Rajaa al-Sanea
Rajaa al-Sanea (arabă:رجاء الصانع) este o scriitoare din Arabia Saudită, celebră pentru romanul Fetele din Riad.

## Traduceri în limba română
- Fetele din Riad, traducere din limba engleză și note de Mihaela Negrilă, Editura Polirom, 2010